# Бзыпцы
Бзыпцы — один из субэтносов абхазов, в прошлом — самое многочисленное абхазское племя.
Бзыпцы говорят на своём диалекте абхазского языка (соответственно, «бзыпском»).
Наименование — от названия реки Бзып.
В настоящее время проживают между Гагрой и рекой Шицкуара, фактически являются основным населением Гудаутсткого района Абхазии.
Примерно половина бзыпцев постигла судьба мухаджиров, поэтому бзыпцы достаточно многочисленны и в абхазской диаспоре в Турции, а также в Сирии и Иордании.
Многие бзыпцы издревле были формально христианами. Большая часть до сих пор исповедует традиционные верования.
Современное абхазское население Абхазии примерно наполовину состоит из бзыпцев к северо-западу от Сухума до Гагры.
В адыго-абхазской диаспоре, проживающей в Турции, бзыпцев относят к подгруппе «апсуа», туда же относятся и абжуйцы, гумцы, абжаквинцы, цабальцы, садзы, цвиджы, псхувцы и ахчипсы. Все они говорят на близких между собой диалектах абхазского языка и имеют единое самосознание.